# Vuelta al Táchira 2016
Das 51. Vuelta al Táchira 2016 war ein venezolanisches Straßenradrennen. Das Etappenrennen fand vom 8. bis zum 17. Januar 2016 statt. Es gehörte zur UCI America Tour 2016 und war dort in der Kategorie 2.2 eingestuft.

## Teilnehmende Mannschaften
| UCI Professional Continental Teams Southeast-Venezuela                                                                                                   | | |
| UCI Continental Teams Amore & Vita-Selle SMP | Aero Cycling Team | Nestle-Giant |
| Nationalmannschaften Venezuela | | |
| Vereine Lotería del Táchira Gobernación del Táchira Kino Táchira Gobernación de Lara JHS Aves - INTAC Gobernación de Nueva Esparta IASDEBNE DYM Tlaxcala | IDT - ONA Gobernación de Mérida Gobernación de Trujillo Fedeindustria Alcaldía de Mariño Gobernación de Barinas Café Flor de Patria | Grupo JHS - Andiempaques Gobernación de Zulia Gobernación de Carabobo AmoTáchira - Concafe Fundación Misael Silva Alcaldía de Pinto Salinas JB Ropa Deportiva |

## Etappen
| Etappe     | Datum    | Etappenorte                           | type        | Länge (km) | Etappensieger     | Gesamtführender  |
| ---------- | -------- | ------------------------------------- | ----------- | ---------- | ----------------- | ---------------- |
| 1. Etappe  | 8. Jan.  | San Cristóbal – Táriba                | Flachetappe | 102,9      | Orluis Aular      | Orluis Aular     |
| 2. Etappe  | 9. Jan.  | Rubio                                 | Flachetappe | 134,9      | José Mendoza      | José Mendoza     |
| 3. Etappe  | 10. Jan. | San Cristóbal – San Cristóbal         | Flachetappe | 115,2      | Yonathan Salinas  | Yonathan Salinas |
| 4. Etappe  | 11. Jan. | Peribeca – Santa Bárbara              | Flachetappe | 174,6      | Eugenio Bani      | Yonathan Salinas |
| 5. Etappe  | 12. Jan. | – Cerro El Cristo                     | Flachetappe | 128,7      | Yosvans Rojas     | Yosvans Rojas    |
| 6. Etappe  | 13. Jan. | Municipio Lobatera – Colonia Tovar    | Flachetappe | 197,5      | Marco Zamparella  | Yosvans Rojas    |
| 7. Etappe  | 14. Jan. | Santa Cruz de Mora – La Grita         | Flachetappe | 168,6      | José Mendoza      | José Mendoza     |
| 8. Etappe  | 15. Jan. | Municipio Colón – La Fría             | Flachetappe | 138,1      | Marco Zamparella  | José Mendoza     |
| 9. Etappe  | 16. Jan. | San Rafael del Piñal – Casa del Padre | Flachetappe | 138,4      | José García       | José Mendoza     |
| 10. Etappe | 17. Jan. | Ureña – San Cristóbal                 | Flachetappe | 152,1      | Jackson Rodríguez | Joseph Chavarría |

## Wertungstrikots
| Etappe         | Etappensieger     | Gesamtwertung    | Bergwertung    | Punktewertung    | Nachwuchswertung | Teamwertung          |
| -------------- | ----------------- | ---------------- | -------------- | ---------------- | ---------------- | -------------------- |
| 1              | Orluis Aular      | Orluis Aular     | nicht vergeben | Orluis Aular     | Orluis Aular     | Lotería del Táchira  |
| 2              | José Mendoza      | José Mendoza     | José Mendoza   | José Mendoza     | José Mendoza     | Lotería del Táchira  |
| 3              | Yonathan Salinas  | Yonathan Salinas | José Mendoza   | Yonathan Salinas | José Mendoza     | Lotería del Táchira  |
| 4              | Eugenio Bani      | Yonathan Salinas | José Mendoza   | Yonathan Salinas | José Mendoza     | Lotería del Táchira  |
| 5              | Yosvans Rojas     | Yosvans Rojas    | Yosvans Rojas  | Jorge Abreu      | José Mendoza     | Fedeindustria        |
| 6              | Marco Zamparella  | Yosvans Rojas    | Yosvans Rojas  | Jorge Abreu      | José Mendoza     | Fedeindustria        |
| 7              | José Mendoza      | José Mendoza     | José Mendoza   | Jorge Abreu      | José Mendoza     | AmoTáchira - Concafe |
| 8              | Marco Zamparella  | José Mendoza     | José Mendoza   | Isaac Yaguaro    | José Mendoza     | AmoTáchira - Concafe |
| 9              | José García       | José Mendoza     | José García    | Jorge Abreu      | José Mendoza     | Fedeindustria        |
| 10             | Jackson Rodríguez | Joseph Chavarria | José García    | Jorge Abreu      | Luis Mora        | Fedeindustria        |
| Wertungssieger | Wertungssieger    | Joseph Chavarria | José García    | Jorge Abreu      | Luis Mora        | Fedeindustria        |